# Факторы производства
Фа́кторы произво́дства — экономические ресурсы, которые считаются необходимыми для производства товаров и услуг. Количество и сущность факторов различаются в зависимости от рассматриваемой теории или школы экономики.

## История развития представлений о факторах производства
Рассматривая историю экономической мысли нужно учитывать, что сам термин «фактор» (англ. factor) в производственном контексте появился относительно недавно — с развитием неоклассической экономической школы. Представители более ранних экономических теорий подобной терминологии не использовали, хотя современная интерпретация их взглядов может трактоваться как рассмотрение факторов производства.

### Физиократия
Физиократы XVIII века считали, что богатство наций обусловлено исключительно стоимостью «земледельческого хозяйства» или «освоения земель» и что сельскохозяйственная продукция есть истинный источник богатства и что лишь через неё возможно формирование цен на все остальные товары.

Любое производство представляет собой процесс воздействия человека на предметы и средства труда с целью получения результатов, которые удовлетворяют те или иные потребности.
В экономической науке учение о производстве распадается на следующие части:
- учение о факторах производства — природе, труде и капитале;
- учение об организации производства.

## Определение
Согласно К. Р. Макконнеллу и С. Л. Брю, факторы производства — это экономические ресурсы: земля, капитал, труд, предпринимательские способности.

## Факторы производства
Традиционно выделяют следующие факторы производства:
- Земля (природные ресурсы);
- Труд (трудовые ресурсы);
- Капитал (инвестиционные ресурсы).

Также в настоящее время к ним добавляют:
- предпринимательская способность;
- информация;
- инновации.

### Земля
Земля — естественные (природные) ресурсы, необходимые для существования человеческого общества и используемые в хозяйстве.

### Труд
Труд — целесообразная, сознательная деятельность человека, направленная на удовлетворение потребностей индивида и общества. В процессе этой деятельности человек при помощи орудий труда осваивает, изменяет и приспосабливает к своим целям предметы природы, использует механические, физические и химические свойства предметов и явлений природы и заставляет их взаимно влиять друг на друга для достижения заранее намеченной цели. В процессе целенаправленной трудовой деятельности человек (субъект труда) с помощью созданных им орудий труда преобразует предмет труда в необходимый ему продукт. Продукт труда обусловлен спецификой предмета (материала), уровнем развития орудий, целью и способом его осуществления.

### Капитал
Капитал — совокупность имущества, используемого для получения прибыли. Направление активов в сферу производства или оказания услуг с целью извлечения прибыли называют также капиталовложениями или инвестициями.
Самостоятельный термин капитал в современном бухгалтерском учёте не используется, но есть ряд близких показателей финансового анализа. Например, собственный капитал — это разница между стоимостью активов компании и суммой её обязательств. Обычно эта величина формируется за счёт уставного капитала (взноса владельцев компании), добавочного капитала (переоценка имущества, эмиссионный доход), нераспределённой прибыли и резервов (формирующихся из прибыли).

### Предпринимательские способности
Предпринимательские способности — фактор, связывающий воедино остальные ресурсы производства, экономический ресурс, в состав которого следует включать предпринимателей, предпринимательскую инфраструктуру, а также предпринимательскую этику и культуру.
В свою очередь, к предпринимателям относятся прежде всего владельцы компаний, менеджеры, не являющиеся их собственниками, а также организаторы бизнеса, сочетающие в одном лице владельцев и управляющих. Используют также термин «предпринимательский потенциал». В целом предпринимательский потенциал можно охарактеризовать как потенциальные возможности по реализации предпринимательских способностей людей.
Уникальность значения предпринимательства состоит в том, что именно благодаря ему приходят во взаимодействие прочие экономические ресурсы — труд, капитал, земля, знания. Согласно К. Р. Макконнеллу и С. Л. Брю, предпринимательская способность — это способность человека использовать определённое сочетание ресурсов для производства товара, принимать последовательные решения, создавать новшества и идти на риск.

### Информация
Информация — ресурс, используемый в экономических процессах. Информация, овеществляясь во всех компонентах системы производительных сил общества, выступает составным элементом всех моментов процесса труда — и предметом труда, и средством труда, и составной частью живого труда. Многофункциональность информации и возможность её быстрого перевоплощения из одних моментов процесса труда в другие обеспечивают данной производительной силе одну из ведущих ролей в развитии системы производительных сил современного общества.
На протяжении всей истории человечества люди в процессе преобразования окружающего мира преобразуют и овеществленную в нём информацию. Изменяя русла рек, человек преобразует их физико-географические параметры. Возводя дома, он видоизменяет информацию, содержащуюся в рельефе земной поверхности. Выводя новые сорта растений и породы животных, человек преобразует содержащуюся в их генотипе информацию.
Обладание достоверной информацией является необходимым условием для решения стоящих перед экономическим субъектом проблем. Вместе с тем даже полная информация не является гарантией успеха. Умение использовать полученные сведения для принятия наилучшего при сложившихся обстоятельствах решения характеризует такой ресурс, как знания. Носителями этого ресурса выступают квалифицированные кадры в сфере управления, продажи и обслуживания покупателей, технического обслуживания товара. Именно этот ресурс дает наибольшую отдачу в бизнесе.

### Инновация
Инновации (англ. innovation) — это внедрённое новшество, обеспечивающее качественный рост эффективности процессов или продукции, востребованное рынком. Является конечным результатом интеллектуальной деятельности человека, его фантазии, творческого процесса, открытий, изобретений и рационализации.
Под инновацией подразумевается объект, не просто внедренный в производство, а успешно внедренный и приносящий прибыль. По результатам проведения научного исследования или сделанного открытия он качественно отличается от предшествующего аналога.

## Доходы от факторов производства
В условиях рыночной экономики все перечисленные выше экономические ресурсы свободно покупаются, продаются и приносят своим владельцам особый (факторный) доход:
- Земля — рента;
- Труд — заработная плата;
- Капитал — процент;
- Предпринимательские способности — прибыль;
- Информация — роялти.

## Факторы производства в экономической теории
Немецкий экономист и философ XIX в. Карл Маркс выделял личный и вещественный факторы производства, при этом в качестве личного фактора выступает сам человек, как носитель рабочей силы, а под вещественным фактором производства подразумеваются средства производства, которые в свою очередь состоят из средств труда и предметов труда.
Средство труда есть «…вещь или комплекс вещей, которые человек помещает между собой и предметом труда и которые служат для него в качестве проводника его воздействий на этот предмет». Средства труда, и прежде всего орудия труда, включают машины, станки, инструменты, с помощью которых человек воздействует на природу, а также производственные здания, землю, каналы, дороги и т. д. Применение и создание средств труда — характерная черта трудовой деятельности человека. К средствам труда в более широком смысле относятся все материальные условия труда, без которых он не может совершаться. Всеобщим условием труда является земля, условиями труда также являются производственные здания, дороги и т. д. Результаты общественного познания природы воплощаются в средствах труда и процессах их производственного применения, в технике и технологии. Уровень развития техники (и технологии) служит главным показателем степени овладения обществом силами природы. «Технология вскрывает активное отношение человека к природе, непосредственный процесс производства его жизни»
Предметы труда — природные материалы, которые человек обрабатывает с целью приспособления их для личного или производственного потребления. Предмет труда, претерпевший уже воздействие человеческого труда, но предназначенный для дальнейшей обработки, называется Сырьём. Некоторые готовые продукты также могут вступать в процесс производства в качестве предмета труда (например, виноград в винодельческой промышленности, животное масло в кондитерской промышленности). «Если рассматривать весь процесс с точки зрения его результата — продукта, то и средство труда и предмет труда оба выступают как средства производства, а самый труд — как производительный труд»
По К. Марксу совокупность факторов производства выступает в качестве производительных сил, которые неразрывно связаны с производственными отношениями. Одни характеризуют материально-вещественную содержание процесса общественного производства, а другие его исторически определённую форму. Эволюционируя, каждая ступень развития производительных сил характеризуемая типом производственных отношений составляет уникальный способ производства.
Немарксистские экономические теоретики не согласны с положением К. Маркса о том, что новая стоимость создается только наёмными рабочими, а считают, что в её создании принимают равное участие все факторы производства. Так, Альфред Маршалл писал: «капитал вообще и труд вообще взаимодействуют в производстве национального дивиденда и получают из него свои доходы соответственно в меру своей (предельной) производительности. Их взаимная зависимость самая тесная; капитал без труда мертв; рабочий без помощи своего собственного или чьего-либо другого капитала проживет недолго. Когда труд энергичен, капитал пожинает богатые плоды и быстро возрастает; благодаря капиталу и знаниям рядовой рабочий западного мира питается, одевается и даже обеспечен жильём во многих отношениях лучше, чем принцы в прежние времена. Сотрудничество между капиталом и трудом столь же обязательно, как и сотрудничество между прядильщиком и ткачом; небольшой приоритет на стороне прядильщика, но это не дает ему никакого преимущества. Процветание каждого из них теснейшим образом связано с силой и энергией другого, хотя каждый из них может выгадать себе временно, а то и постоянно, за счёт другого, несколько большую долю национального дивиденда».